# 잠시드 아무제가르
잠시드 아무제가르(1923년 6월 25일 ~ 2016년 9월 27일)는 이란의 경제학자, 정치가이다. 아미르아바스 호베이다 내각의 내무부장관, 재무부장관을 거쳐 이란 제국의 총리를 지냈다. 총리 재임 중, 라스타키즈 당의 당수를 겸했다.

## 어린 시절
1923년 6월 25일 이란 테헤란에서 태어났다. 테헤란 대학교에서 법과 공학을 전공했다. 그리고 코넬 대학교에서 박사 학위를 취득했다.

## 경력
아무제가르는 1955년의 자한샤 살레 내각에서 보건부 차관으로 정치 경력을 시작했고, 하산알리 만수르 내각에서 노동부, 그 이후 보건부장관으로 임명되었다. 그에 이은 아미르아바스 호베이다 내각에서 9년간 재무부장관을 지냈다. 한편 1965년부터 1974년까지 OPEC의 여러 정기 회의들을 주재했다. 1971년 사우디아라비아의 아흐마드 자키 야마니 석유장관과의 여러 차례에 걸친 유가(油價) 인상 합의로 유가는 4배 이상 높아졌고, 그에 따라 이란의 기반시설, 농업, 국방의 현대화를 추진할 자원들을 확보할 수 있었다. 그 공로로 그는 전현직 총리에게만 수여되는 '타지-에 이란(Taj-e Iran)' 1등훈장을 받았다. 1974년에 내무부장관이 되었다.

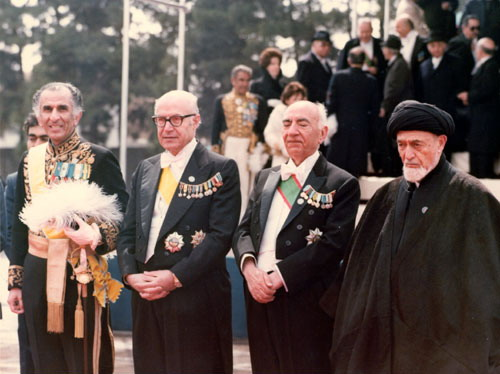
1978년 레자 샤 팔라비 탄신 100주년을 기념하기 위해 모인 아무제가르, 자파르 샤리프에마미 상원의장, 압돌라 리아지 의회의장, 이맘 하산 에마미

1975년 12월 21일 OPEC 회의 도중 베네수엘라의 테러리스트 카를로스 자칼에게 한때 납치되었다. 카를로스는 처음에 아무제가르를 살해할 예정이었으나 마음을 바꾸었고, 며칠 뒤 석방되었다. 지미 카터가 미국 대통령이 되고 난 얼마 뒤인 1977년 7월 7일, 아무제가르는 호베이다의 뒤를 이어 총리로 지명되었다. 그러나 그는 곧 인기가 식었는데, 당시에 그가 수행한 과열된 경기를 진정시키려는 조치가 꼭 필요한 것이라 생각되었음에도 실업률을 늘리고 사유자산을 축소시켰기 때문이었다. 이는 그의 정부 문제와도 연관되어 결국 1978년 8월 27일 사임하여 자파르 샤리프에마미가 총리로 취임했다.
1979년 이란 혁명 이후 그는 더는 이란에 살고 있지 않다. 2016년 9월 27일 미국에서 별세했으며, 이란 제국 총리로서는 가장 마지막까지 살아있었다.